# 긴테쓰시모다역
긴테쓰시모다역(일본어: 近鉄下田駅)은 일본 나라현 가시바시에 위치한 긴키 닛폰 철도 오사카 선의 철도역이다. 역 번호는 D 22이며, 상대식 승강장 2면 2선의 구조를 갖춘 지상역이다.

## 타는 곳
| 1 | D 오사카 선 | 하행 | 고이도 · 야마토야기 · 하이바라 · 이세시마· 나고야 방면                                    |
| 2 | D 오사카 선 | 상행 | 가와치코쿠부 · 후세 · 오사카우에혼마치 방면 · 오사카난바 · 아마가사키 · 고베산노미야 방면 |

## 이용 현황
- 2005년 11월 8일 : 4,474
- 2008년 11월 18일 : 4,338
- 2010년 11월 9일 : 4,450
- 2012년 11월 13일 : 4,544
- 2015년 11월 10일 : 4,630

## 역 주변
- 국도 제165호선 · 국도 제168호선
- JR 서일본 와카야마 선 가시바역
- 가시바 시청
- 가시바 시 종합 체육관
- 가시마 신사

## 인접 역
| 긴키 닛폰 철도 오사카 선       | 긴키 닛폰 철도 오사카 선 | 긴키 닛폰 철도 오사카 선     |
| ------------------------------ | ------------------------ | ---------------------------- |
| D21 니조 오사카우에혼마치 방면 | D 오사카 선              | 고이도 D23 이세나카가와 방면 |